# Носеґава
Носеґава (яп. 野迫川村, のせがわむら, носеґава мура ) — село в Японії, у південно-західній частині префектури Нара.